# Notre-Dame-St-Mathurin (La Mailleraye-sur-Seine)

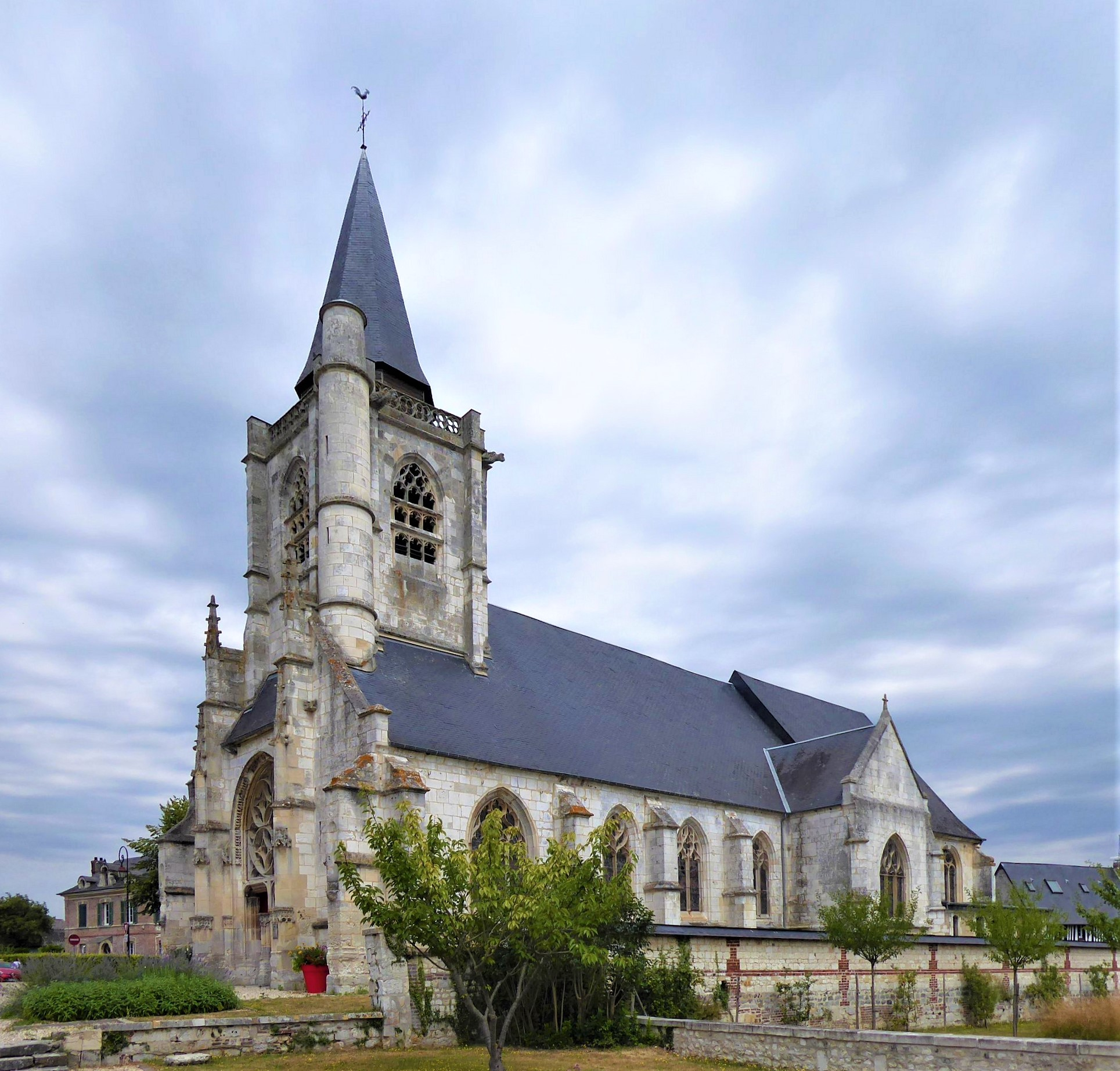
Notre-Dame-St-Mathurin

Notre-Dame-St-Mathurin ist eine römisch-katholische Kirche in La Mailleraye-sur-Seine, einem Ortsteil von Arelaune-en-Seine im Département Seine-Maritime in der Region Normandie. Die spätgotische Kirche ist seit 1926 als Monument historique eingetragen.

## Geschichte
Die Kirche wurde zu Beginn des 16. Jahrhunderts im Stil der Flamboyantgotik errichtet. Am aufwändigsten gestaltet ist die Westfassade mit einem Doppelportal und einem darüber angeordneten Rosettenfenster, über dem sich der Turm von 27 Metern Höhe erhebt. Dem Langhaus schließen sich im Osten zu beiden Seiten jeweils eine Seitenkapelle an, die den Eindruck eines Querhauses erwecken. Der ursprünglich gotische Chorraum wurde bald nach der Fertigstellung durch einen Neubau im Renaissancestil ersetzt. Sein Bau, der von Robert de Boishyon, Pfarrer von Guerbaville von 1534 bis 1587, in Auftrag gegeben und von Jean de Moy, Herr von La Mailleraye, finanziert wurde, wurde 1559 abgeschlossen. Der Chor wurde Ende des 18. Jahrhunderts von Jaddoulle, einem Bildhauer aus Rouen, dekoriert. 1838 erfolgte eine umfassende Restaurierung der Kirche, gefolgt von der Restaurierung der Kapelle Notre-Dame 1869 unter der Leitung von M. Crevel, einem Architekt aus Yvetot.